# Чарна (Мінський повіт)
Чарна (пол. Czarna) — село в Польщі, у гміні Станіславув Мінського повіту Мазовецького воєводства.
Населення — 131 особа (2011).
У 1975-1998 роках село належало до Седлецького воєводства.

## Демографія
Демографічна структура станом на 31 березня 2011 року:
|          | Загалом | Допрацездатний вік | Працездатний вік | Постпрацездатний вік |
| -------- | ------- | ------------------ | ---------------- | -------------------- |
| Чоловіки | 68      | 16                 | 45               | 7                    |
| Жінки    | 63      | 14                 | 33               | 16                   |
| Разом    | 131     | 30                 | 78               | 23                   |